# Prémios do Cinema Europeu de 1993
A 6ª Edição dos Prémios do Cinema Europeu (em inglês: 6th European Film Awards) foi apresentada no dia 4 de dezembro de 1993. Esta edição ocorreu em Berlim, Alemanha.

## Vencedores e nomeados
A cor de fundo       indica os vencedores.

### Melhor filme
| Filme            | Título no Brasil                  | Título em Portugal    | Diretor/Realizador | Produção (país) |
| ---------------- | --------------------------------- | --------------------- | ------------------ | --------------- |
| Urga             | Urga - Uma Paixão no Fim do Mundo | Urga - Espaço Sem Fim | Nikita Mikhalkov   | União Soviética |
| Benny's Video    |                                   | O Vídeo de Benny      | Michael Haneke     | Áustria / Suíça |
| Un cœur en hiver | Um Coração no Inverno             | Um Coração no Inverno | Claude Sautet      | França          |

### Melhor primeiro filme
| Filme                          | Título no Brasil            | Título em Portugal                      | Diretor/Realizador                          | Produção (país) |
| ------------------------------ | --------------------------- | --------------------------------------- | ------------------------------------------- | --------------- |
| Orlando                        | Orlando - A Mulher Imortal  | Orlando                                 | Sally Potter                                | Reino Unido     |
| C'est arrivé près de chez vous | Aconteceu Perto da Sua Casa | Manual de Instruções para Crimes Banais | Rémy Belvaux André Bonzel Benoît Poelvoorde | Bélgica         |
| La petite amie d'Antonio       |                             |                                         | Manuel Poirier                              | França          |

### Melhor ator
| Ator           | Nacionalidade (país) | Filme                             | Título no Brasil      | Título em Portugal    |
| -------------- | -------------------- | --------------------------------- | --------------------- | --------------------- |
| Daniel Auteuil | França               | Un cœur en hiver                  | Um Coração no Inverno | Um Coração no Inverno |
| Carlo Cecchi   | Itália               | Morte di un matematico napoletano |                       |                       |
| Jan Decleir    | Bélgica              | Daens                             |                       | A Oposição            |

### Melhor atriz
| Atriz            | Nacionalidade (país) | Filme             | Título no Brasil           | Título em Portugal |
| ---------------- | -------------------- | ----------------- | -------------------------- | ------------------ |
| Maia Morgenstern | Roménia              | Balanta           |                            |                    |
| Carla Gravina    | Itália               | Il lungo silenzio |                            |                    |
| Tilda Swinton    | Reino Unido          | Orlando           | Orlando - A Mulher Imortal | Orlando            |

### Melhor execução
| Pessoa(s)                  | Atividade  | Filme                          | Título no Brasil            | Título em Portugal                      |
| -------------------------- | ---------- | ------------------------------ | --------------------------- | --------------------------------------- |
| Nik Powell Stephen Woolley | Produtores | The Crying Game                | Traídos pelo Desejo         | Jogo de Lágrimas                        |
| Benoît Poelvoorde          | Ator       | C'est arrivé près de chez vous | Aconteceu Perto da Sua Casa | Manual de Instruções para Crimes Banais |
| Otar Iosseliani            | Autor      | La chasse aux papillons        |                             | A Caça às Borboletas                    |

### Melhor documentário
| Documentário      | Título no Brasil | Título em Portugal | Diretor/Realizador | Produção (país) |
| ----------------- | ---------------- | ------------------ | ------------------ | --------------- |
| Det sociala arvet |                  |                    | Stefan Jarl        | Suécia          |

### Prémio da crítica (FIPRESCI)
| Filme         | Título no Brasil | Título em Portugal | Diretor/Realizador | Produção (país) |
| ------------- | ---------------- | ------------------ | ------------------ | --------------- |
| Benny's Video |                  | O Vídeo de Benny   | Michael Haneke     | Áustria / Suíça |

### Prémio de carreira
- Michelangelo Antonioni

### Prémio de mérito
- Erika Gregor
- Ulrich Gregor
- Naum Kleiman

### Menções especiais
| Filme                          | Diretor/Realizador       | Produção (país) |
| ------------------------------ | ------------------------ | --------------- |
| The Man Who Loves Gary Lineker | Ylli Hasani Steve Sklair | Reino Unido     |
| 89 mm od Europy                | Marcel Łoziński          | Polónia         |

## Netografia
- «Vencedores dos EFA 1993» (em inglês)
- «Nomeados para os EFA 1993» (em inglês)